# Hendrik Fokker
Hendrik Gustaaf Fokker (ur. 18 lutego 1900 w Rotterdamie, zm. 2 lipca 1943 w Thanbyuzayat) – holenderski wojskowy i żeglarz, olimpijczyk.
Na regatach rozegranych podczas Letnich Igrzysk Olimpijskich 1928 wystąpił w klasie 6 metrów zajmując 4. pozycję. Załogę jachtu Kemphaan tworzyli również Carl Huisken, Hendrik Pluijgers, Roelof Vermeulen i Wim Schouten.
Służył w Koninklijk Nederlandsch-Indisch Leger. Zginął podczas budowy Kolei Birmańskiej.